# انتونین اسکالیا
اَنتونین گرگوری اسکالیا (انگلیسی: Antonin Gregory Scalia؛‎i‎/skəˈlijə/‎; زاده ۱۱ مارس ۱۹۳۶ – درگذشته ۱۳ فوریه ۲۰۱۶) از قضات دیوان عالی ایالات متحده آمریکا از سال ۱۹۸۶ تا زمان مرگش در سال ۲۰۱۶ بود. وی که در سال ۱۹۸۶ توسط رئیس‌جمهور ایالات متحده آمریکا، رونالد ریگان منصوب شده بود، به عنوان ستون فکری موضع منشاگرا و متن‌گرا در جناح محافظه کار دیوان شناخته می‌شد.
اسکالیا اهل ترنتون بود. او تحصیل ابتدایی را در مدرسهٔ دولتی و متوسطه را در دبیرستان زویر در منهتن، و تحصیلات دانشگاهی را در دانشگاه جرج‌تاون در واشینگتن، دی سی انجام داد. او مدرک حقوق خود را از مدرسه حقوق هاروارد دریافت کرد و شش سال را در شرکتی حقوقی در کلیولند، اوهایو گذراند، سپس استاد مدرسه حقوق دانشگاه ویرجینیا شد. در اوایل دههٔ ۱۹۷۰، او در دولت‌های ریچارد نیکسون و جرالد فورد، نهایتاً به عنوان دستیار دادستان کل فعالیت کرد. او بیشتر دوران جیمی کارتر را به تدریس در دانشگاه شیکاگو پرداخت و یکی از اولین اعضای هیئت علمی جامعهٔ نوپای فدرالیست بود. در سال ۱۹۸۲، رونالد ریگان او را به عنوان یکی از قضات دادگاه استیناف حوزه کلمبیا منصوب کرد.
در سال ۱۹۸۶، ریگان او را به دیوان عالی منصوب کرد. کمیته قضایی سنا چندین سؤال سخت از او پرسید، و او به اتفاق آرا از سنا رای اعتماد گرفت و نخستین قاضی ایتالیایی آمریکایی دیوان عالی شد.
اسکالیا به مدت حدوداً سی سال در دیوان مشغول به کار بود، و در آن دوران سابقهٔ آرا و ایدئولوژی قویاً محافظه کاری بر جای نهاد، از متن گرایی در تفسیر قوانین موضوعه و منشا گرایی در تفسیر قانون اساسی دفاع می‌کرد. او از مدافعیت سرسخت قدرت‌های قوه مجریه بود و اعتقاد داشت قدرت ریاست جمهوری در زمینه‌های بسیاری باید از همه برتر باشد. او مخالف تبعیض مثبت و دیگر سیاست‌هایی بود که با اقلیت‌ها به عنوان گروه ویژه رفتار می‌کرد. او در پرونده‌های بسیاری نظرات مجزا می‌نوشت و اغلب نظر اکثریت دادگاه را با استفاده از زبانی تند و نیز در نظرات اقلیتش محکوم می‌کرد.